# Karol Radke
Karol Radke (ur. 13 stycznia 1976) – polski lekkoatleta specjalizujący się w biegu na 400 metrów przez płotki.
W 1995 zajął siódme miejsce w mistrzostwach Europy juniorów, a dwa lata później zajął czternaste miejsce młodzieżowych mistrzostw Europy.
Czterokrotny medalista mistrzostw Polski seniorów.
Trener lekkoatletyczny. Organizator imprez sportowych dla dzieci, młodzieży i dorosłych.
Propagator "Wychowania przez Sport".
Rekordy życiowe:
100 m -10,98 (17 czerwca 1995, Warszawa
200 m - 21,94 (27 maja 2001, Wrocław
300 m - 33,87 (24 maja 1997, Warszawa
400 m - 47,52 (25 maja 2001, Wrocław
400 m ppł -50,08 (17 czerwca 2001, Warszawa (13. wynik w historii polskiej lekkoatletyki)

## Osiągnięcia
| Rok  | Impreza                        | Miejsce     | Pozycja    | Wynik |
| ---- | ------------------------------ | ----------- | ---------- | ----- |
| 1995 | Mistrzostwa Europy juniorów    | Nyíregyháza | 7. miejsce | 54,50 |
| 1997 | Młodzieżowe mistrzostwa Europy | Turku       | eliminacje | 52,42 |